# Área metropolitana de Kansas City
El área metropolitana de Kansas City es un área metropolitana que abarca quince condados entre los estados de Misuri y Kansas, en Estados Unidos, siendo la ciudad principal Kansas City, Misuri. Cuenta con una población de 2 035 334 habitantes según el censo de 2010. El área metropolitana de Kansas City es la segunda más grande de la región, después del Gran San Luis y es el área metropolitana más grande del estado de Kansas, siendo el área metropolitana de Wichita la segunda de Kansas. Las ciudades periféricas con más de 100 000 personas incluyen Independence; Kansas City (Misuri); Olathe, Kansas City (Kansas) y Overland Park.

## Área metropolitana

### Ciudad principal
- Kansas City (Misuri) (aeropuerto principal: Aeropuerto Internacional de Kansas City)

| - Independence (Misuri) - Kansas City (Misuri) - Kansas City (Kansas) - Olathe (Kansas) - Overland Park (Kansas) - Blue Springs (Misuri) - Belton (Misuri) - Excelsior Springs (Misuri) - Gardner (Kansas) - Gladstone (Misuri) - Grandview (Misuri) - Lansing (Kansas) - Leawood (Kansas) - Leavenworth (Kansas) - Lee's Summit (Misuri) - Lenexa (Kansas) - Liberty (Misuri) - Merriam (Kansas) - Ottawa (Kansas) - Prairie Village (Kansas) - Raymore (Misuri) - Raytown (Misuri) - Shawnee (Kansas) | | Menos de 10 000 habitantes | Menos de 10 000 habitantes |
| - Independence (Misuri) - Kansas City (Misuri) - Kansas City (Kansas) - Olathe (Kansas) - Overland Park (Kansas) - Blue Springs (Misuri) - Belton (Misuri) - Excelsior Springs (Misuri) - Gardner (Kansas) - Gladstone (Misuri) - Grandview (Misuri) - Lansing (Kansas) - Leawood (Kansas) - Leavenworth (Kansas) - Lee's Summit (Misuri) - Lenexa (Kansas) - Liberty (Misuri) - Merriam (Kansas) - Ottawa (Kansas) - Prairie Village (Kansas) - Raymore (Misuri) - Raytown (Misuri) - Shawnee (Kansas) | - Avondale (Misuri) - Basehor (Kansas) - Birmingham (Misuri) - Bonner Springs (Kansas) - Buckner (Misuri) - Claycomo (Misuri) - Countryside (Kansas) - De Soto (Kansas) - Edgerton (Kansas) - Edwardsville (Kansas) - Fairway (Kansas) - Garden City (Misuri) - Glenaire (Misuri) - Grain Valley - Greenwood (Misuri) - Harrisonville (Misuri) - Houston Lake (Misuri) - Kearney (Misuri) - Lake Lotawana (Misuri) - Lake Quivira (Kansas) - Lake Tapawingo (Misuri) - Lake Waukomis (Misuri) - Lake Winnebago (Misuri) - Lawson (Misuri) - Levasy (Misuri) - Lexington (Misuri) - Linwood (Kansas) - Lone Jack (Misuri) - Louisburg (Kansas) - Mission (Kansas) - Mission Hills (Kansas) - Mission Woods (Kansas) - Missouri City (Misuri) | - Napoleon (Misuri) - North Kansas City (Misuri) - Northmoor (Misuri) - Oak Grove (Misuri) - Oaks (Misuri) - Oakview (Misuri) - Oakwood (Misuri) - Oakwood Park (Misuri) - Odessa (Misuri) - Orrick (Misuri) - Paola (Kansas) - Parkville (Misuri) - Peculiar (Misuri) - Platte City (Misuri) - Platte Woods (Misuri) - Pleasant Valley (Misuri) - Pleasant Hill (Misuri) - Randolph (Misuri) - Richmond (Misuri) - River Bend (Misuri) - Riverside (Misuri) - Roeland Park (Kansas) - Sibley (Misuri) - Smithville (Misuri) - Spring Hill (Kansas) - Sugar Creek (Misuri) - Tonganoxie (Kansas) - Unity Village (Misuri) - Weatherby Lake (Misuri) - Wellington (Misuri) - Westwood (Kansas) - Westwood Hills (Kansas) |                            |

### Condados
El área metropolitana de Kansas incluye a todos o partes de los siguientes condados y su población según el censo 2010;
- Condado de Cass (Misuri) – 99 478 habitantes
- Condado de Clay (Misuri) – 221 939 habitantes
- Condado de Jackson (Misuri) – 674 158 habitantes
- Condado de Platte (Misuri) – 89 322 habitantes
- Condado de Ray (Misuri) – 23 494 habitantes
- Condado de Johnson (Kansas) – 544 179 habitantes
- Condado de Wyandotte (Kansas) – 157 505 habitantes

Desde 2008, la Oficina de Administración y Presupuesto incluye además a los siguientes condados de Kansas y Misuri como parte del área metropolitana:
- Condado de Bates (Misuri) – 17 049 habitantes
- Condado de Caldwell (Misuri) – 9424 habitantes
- Condado de Clinton (Misuri) – 20 743 habitantes
- Condado de Lafayette (Misuri) – 33 381 habitantes
- Condado de Franklin (Kansas) – 25 992 habitantes
- Condado de Leavenworth (Kansas) – 76 227 habitantes
- Condado de Linn (Kansas) – 9656 habitantes
- Condado de Miami (Kansas) – 32 787 habitantes

## Centros comerciales
- Antioch Center
- Bannister Mall
- Blue Ridge Crossing
- Crown Center
- Country Club Plaza
- The Gateway (anteriormente Mission Center)
- The Great Mall of the Great Plains
- Independence Center
- The Landing Mall
- Metcalf South Shopping Center
- Metro North Mall
- Oak Park Mall
- Summit Fair
- Summit Woods Crossing
- The Legends At Village West
- Town Center Plaza
- Town Pavilion
- Ward Parkway Center
- Zona Rosa